# Uiwang (métro de Séoul)
Pour l’article homonyme, voir Uiwang.
Uiwang (hangeul : 의왕 ; hanja : 義王, sous-nommée en anglais (Korea Nationall University of Transportation)) est une station de passage de la ligne 1 du métro de Séoul. Elle est située au 66 Railroad Museum-ro, dans le quartier Sam-dong de la ville Uiwang-si, dans la province Gyeonggi-do, au sud-ouest de la ville de Séoul en Corée du Sud.
La gare d'origine ouvre en 1944 et la station de métro en 1974, elle est desservie par les rames de services omnibus et express de la ligne 1.

## Situation sur le réseau

Plan du réseau (2023)

Établie en surface, la station Uiwang est une station de passage de la ligne 1 (branche Guro-Sinchang) du métro de Séoul, elle est située : entre la station Dangjeong, en direction du terminus nord-est Yeoncheon, et la station Université Sungkyunkwan, en direction du terminus sud-ouest Sinchang.

## Histoire

### Gare ferroviaire
La gare d'origine, dénommée Bugok, est mise en service le 1er mai 1944, sur la ligne Gyeongbu,,.
Après l'ouverture de la station du métro des activités se poursuivent en gare. Notamment l'activité fret avec l'ouverture, en 1984 de la Southern Cargo Base Line. En 1999 c'est la fin des arrêts de trains de voyageurs. Le site est devenu, en 2013, une zone ferroviaire spéciale nationale du fait notamment de la concentration d'industries ferroviaires et logistiques,,.

### Station de métro
La station de métro Bugok, est mise en service le 15 août 1974,,, lors de l'ouverture à l'exploitation de la section de Seoul à Suwon, dite ligne Gyeongbu, de la nouvelle ligne 1 du métro de Séoul.
Un nouveau bâtiment est ouvert au service le 17 février 2002. La station est renommée Uiwang le 25 juin 2004.

## Services aux voyageurs

### Accès et accueil
La station est située au 66 Railroad Museum-ro, dans le quartier Sam-dong. Elle dispose de deux bouches, numérotées 1 et 2, situées au nord de la station, de part et d'autre des voies, sur la wangsongmotdong-ro pour la n°1 et sur la Cheoldcbangmulgwan-ro pour la bouche n°2.

### Desserte
Uiwang, est desservie par les rames de services omnibus et express de la ligne 1.

Installations
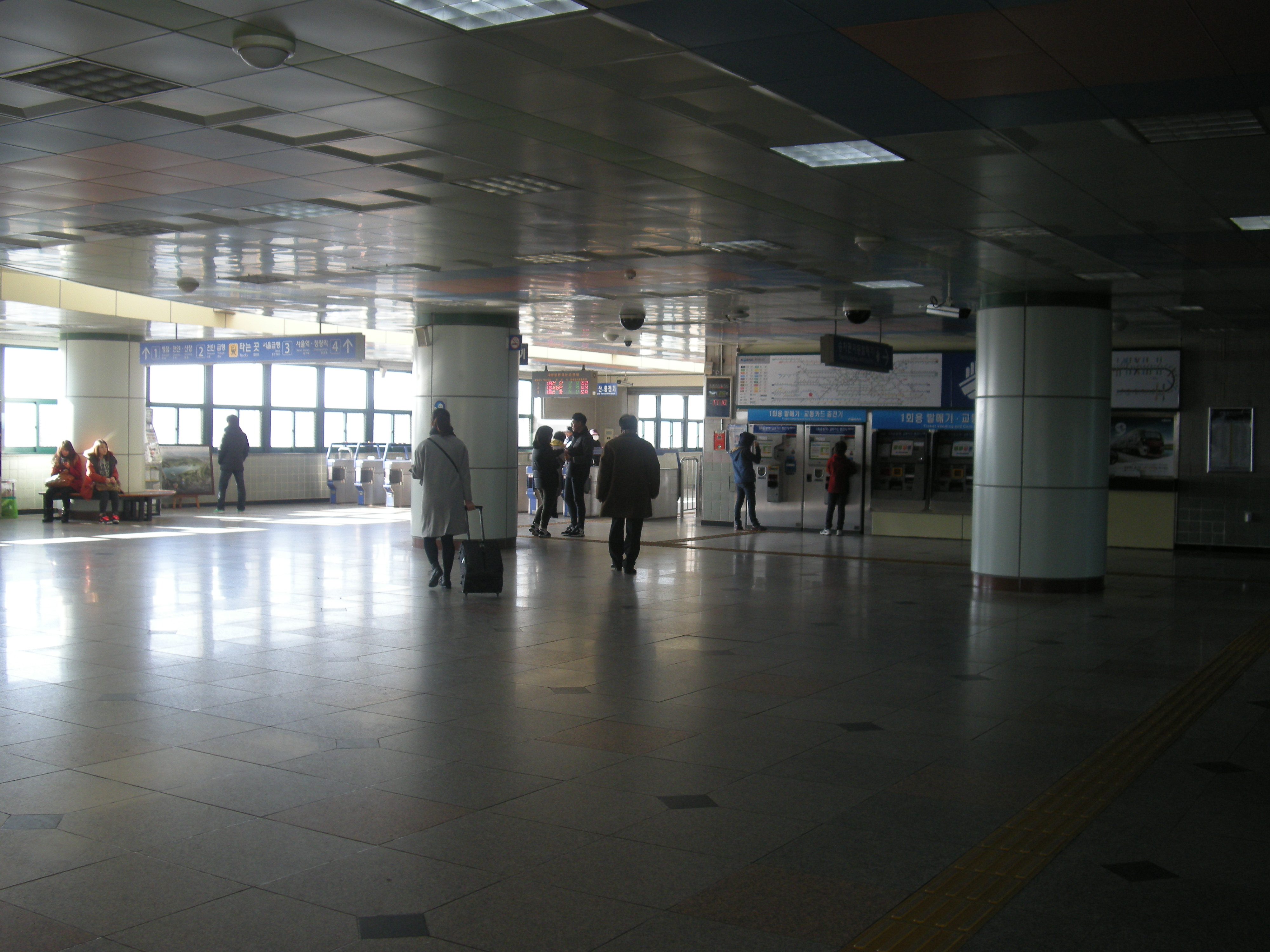
En 2014.
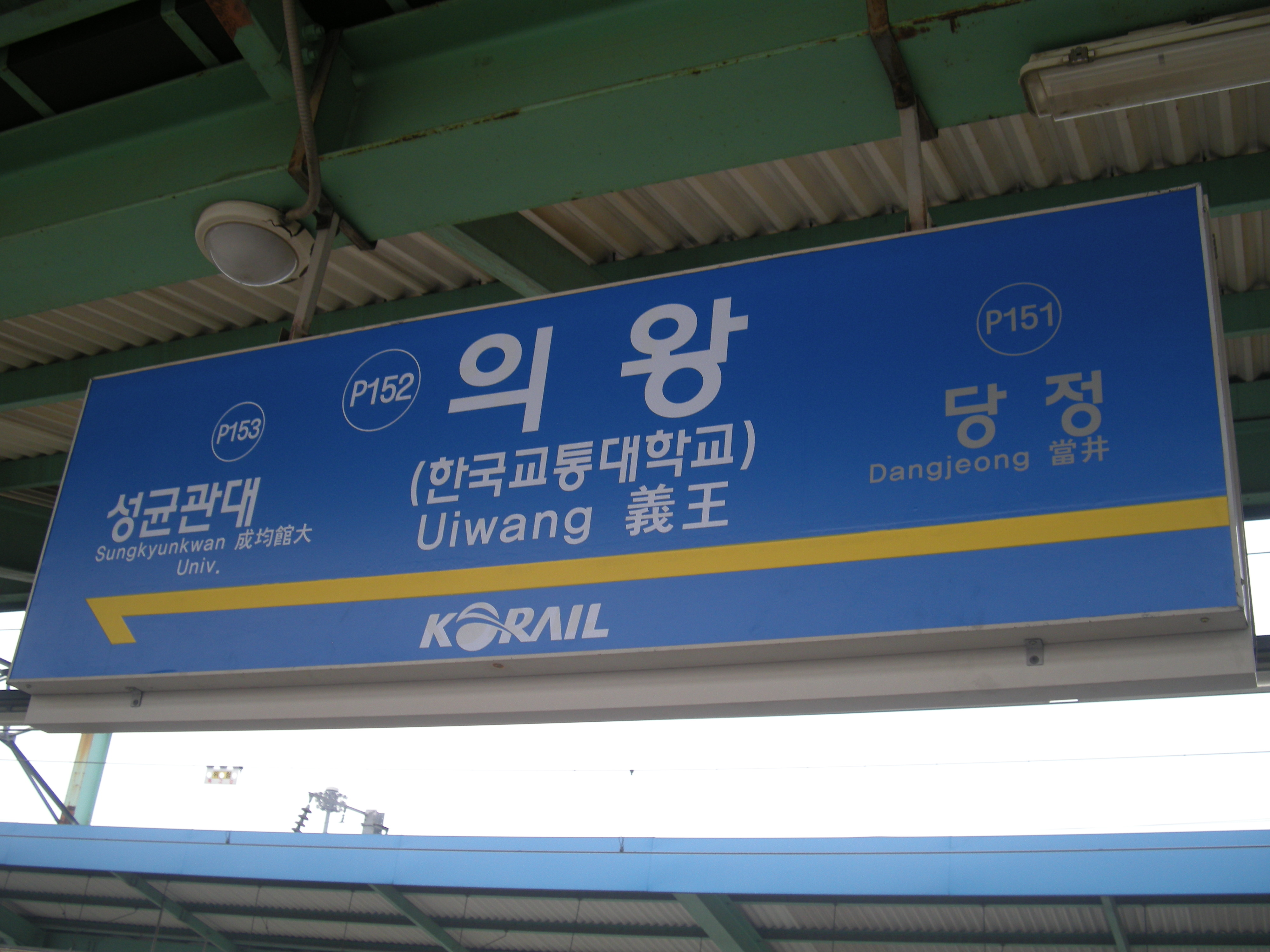
En 2013.
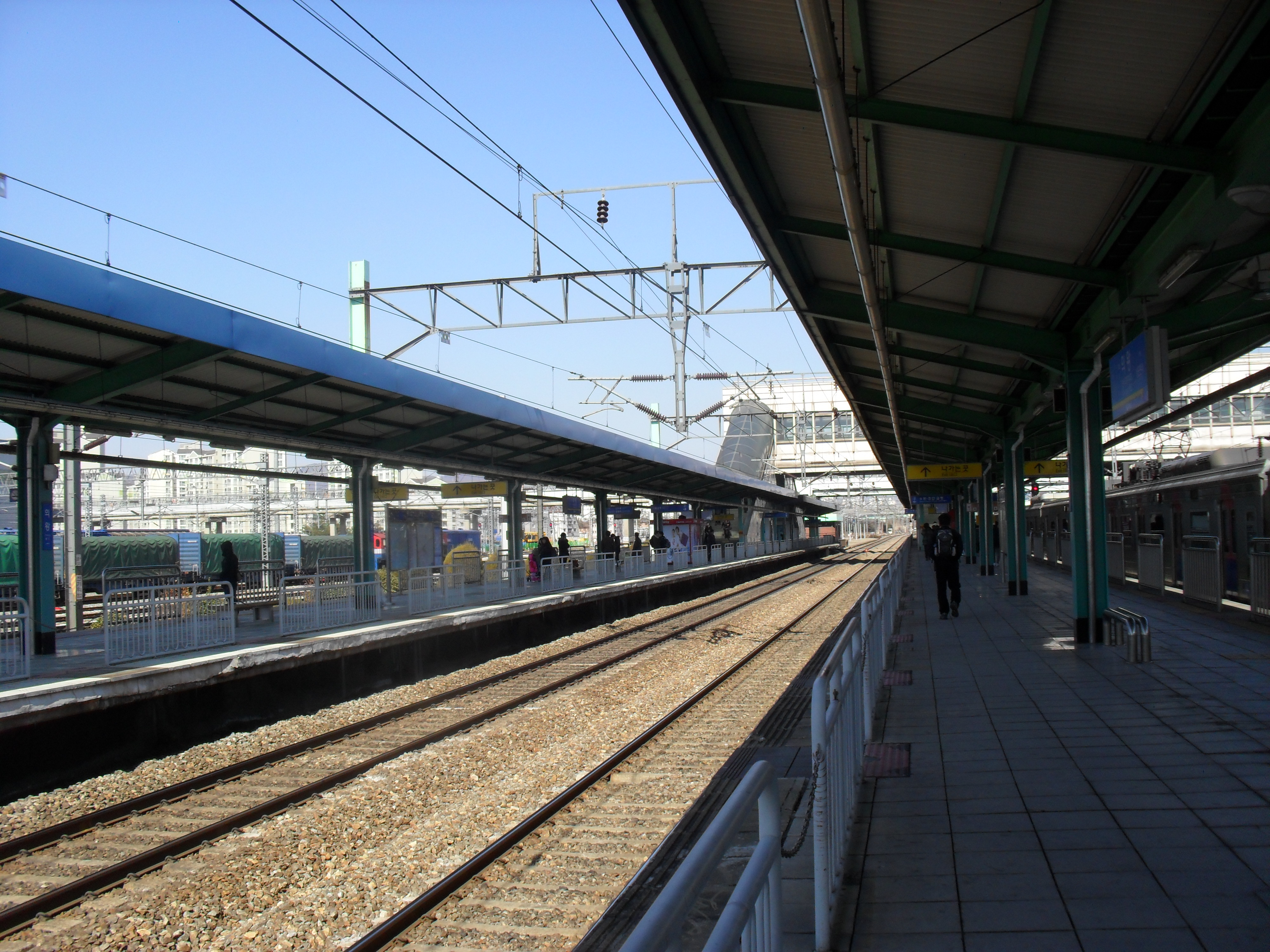
En 2013.

### Intermodalité
Des arrêts de bus sont situés à proximité des bouches n°1 et n°2.

## À proximité
Elle dessert notamment : l'Université coréenne des chemins de fer, le Musée ferroviaire, l'Institut coréen de développement des ressources humaines des chemins de fer et l'Institut coréen de recherche ferroviaire.